# Amor sem Deus
Amor sem Deus Foi uma telenovela da extinta Rede Tupi, transmitida às 20h. A novela se ambientava no ano de 1940. Com uma produção pobre, passou despercebida.

## Sinopse
Um rapaz casa-se, com uma filha de um banqueiro para salvar o pai que deu um desfalque no banco deste homem.A antiga noiva do rapaz casa-se com o banqueiro para se vingar.

## Elenco
- Wilson Fragoso - Álvaro
- Susana Vieira - Ana Beatriz
- Ivan Mesquita - Leandro
- Lisa Negri - Magda
- Elísio de Albuquerque - Magalhães Viana
- Célia Coutinho - Lúcia Magalhães Viana
- Machadinho
- Néa Simões
- Guiomar Gonçalves
- João Monteiro